# Neuvy-en-Mauges
Neuvy-en-Mauges är en kommun i departementet Maine-et-Loire i regionen Pays de la Loire i nordvästra Frankrike. Kommunen ligger i kantonen Chemillé som tillhör arrondissementet Cholet. År 2018 hade Neuvy-en-Mauges 851 invånare.

## Befolkningsutveckling
Antalet invånare i kommunen Neuvy-en-Mauges
| Referens: INSEE |